# باريس تورز 1928
باريس تورز 1928 هو سباق دراجات هوائية، وهو الموسم رقم 23 من باريس تورز، وأقيم في 1928.
فاز بالمركز الأول Denis Verschueren ‏، وبالمركز الثاني تشارلز باليسر، وبالمركز الثالث Marius Gallottini ‏.

## الفائزون
| الترتيب | الفائز             |
| ------- | ------------------ |
| الفائز  | Denis Verschueren ‏ |
| الثاني  | تشارلز باليسر      |
| الثالث  | Marius Gallottini ‏ |